# تاکاشیما، ناگاساکی

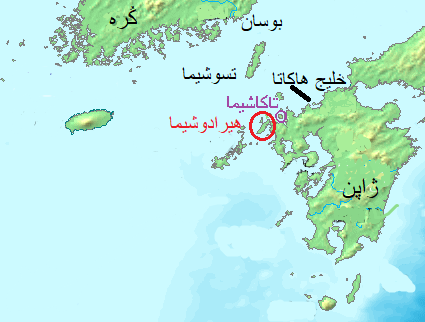
تاکاشیما در نقشه

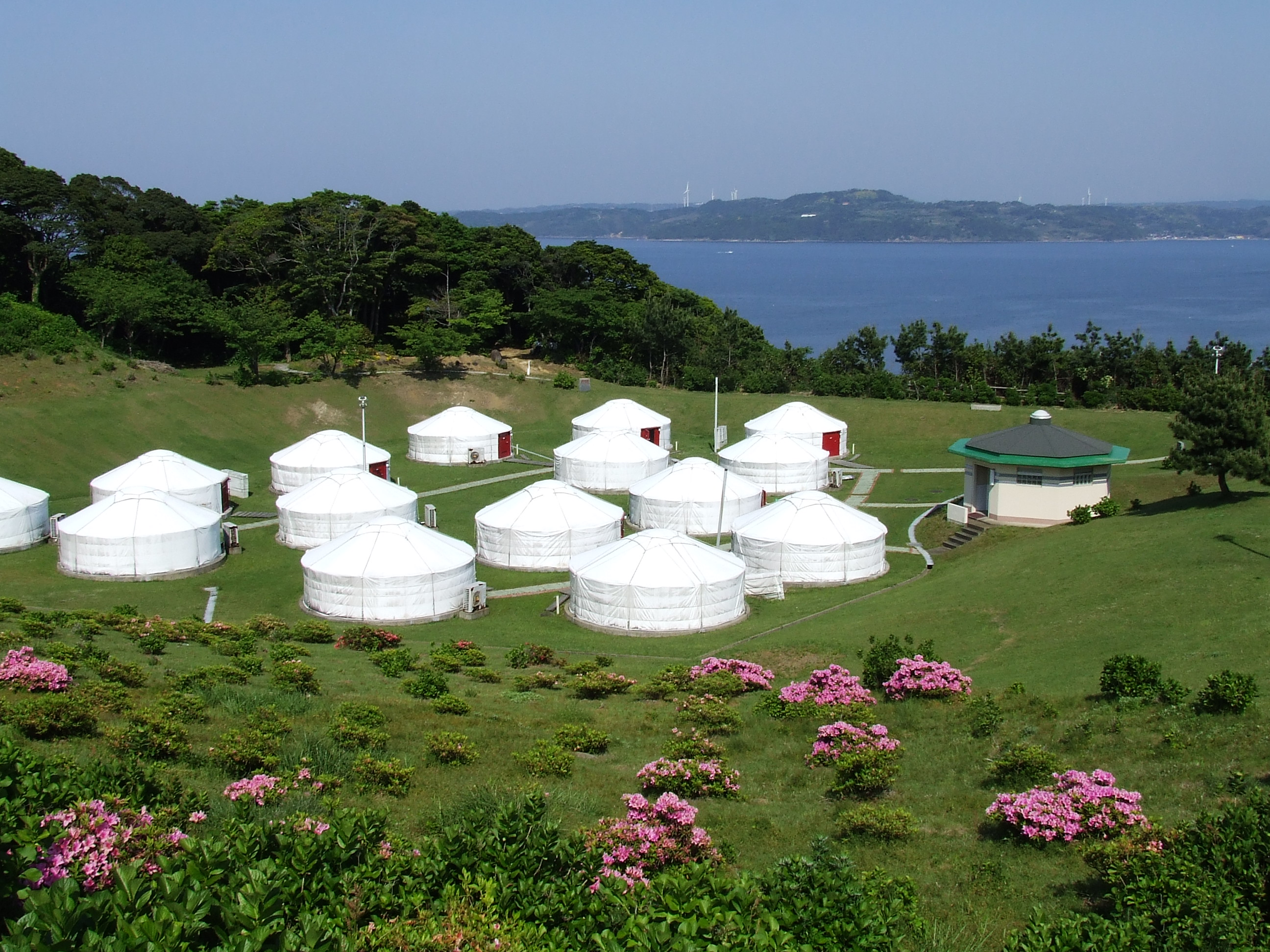
روستای مغولی در جزیره تاکاشیما

تاکاشیما (به ژاپنی: 鷹島, Taka-shima) یکی از جزایر کوچک در استان ناگاساکی است و از نظر تقسیمات کشوری جزو حوزهٔ شهر ماتسوئورا شمرده می‌شود. مساحت این جزیره ۱۶٫۳۶ کیلومتر مربع است. جمعیت آن در سال ۲۰۰۵ میلادی ۲٫۴۵۷ نفر بوده‌است.

## تاریخچه
در حمله نخست مغول به خلیج هاکاتا که به نام جنگ بون‌ای نامیده می‌شود. نیروهای مهاجم در این جزیره پیاده شدند و اهالی این جزیره را قتل‌عام کردند گفته می‌شود که تنها دو نفر از اهالی پس از حمله زنده باقی ماندند.
در روز دوازدهم اوت سال ۱۲۸۱ میلادی، و در طی دومین حمله مغول به خلیج هاکاتا یا جنگ کوآن کشتی‌های قوای مشترک چینی و کره‌ای که از جزیره هیرادوشیما بطرف خلیج هاکاتا به قصد شروع حملهٔ مشترک حرکت می‌کردند، در نزدیکی این جزیره مورد هجوم شدید نیروهای ژاپنی قرار گرفتند و سه روز بعد این کشتی‌ها در همین حوالی گرفتار توفان شدند. بسیاری از سربازان امپراتور مغول که بعد از توفان زنده باقی مانده بودند به این جزیره وارد شدند و توسط سربازان ژاپنی اسیر شده و کشته شدند. بر همین اساس تحقیقات در عمق دریا در اطراف این جزیره برای پیدا کردن بقایای کشتی‌های امپراتوری مغول در جریان است و تاکنون اشیای بسیاری نظیر مهرهای مغولی یافت شده‌است. در قسمت جنوب جزیره موزه‌ای قرار دارد بنام تاکاشیما رکیشی مینزوکو شیرویوکان (به ژاپنی: 松浦市立鷹島歴史民俗資料館) که به موضوع منطقهٔ پایانِ جنگ گنکو اختصاص داده شده و اشیایی که از این جنگ برجای مانده و در دریا کشف شده به نمایش درآمده‌است. در سال ۲۰۱۱ کشتی امپراتوری مغول در ته دریا به همراه اشیا دیگر کشف شده‌است. یکی از مراکز گردشگری در این جزیره روستای مغولی جزیره تاکاشیما نام دارد.